# Heteropterys panamensis
Heteropterys panamensis är en tvåhjärtbladig växtart som beskrevs av J. Cuatrec. och T.B. Croat. Heteropterys panamensis ingår i släktet Heteropterys och familjen Malpighiaceae. Inga underarter finns listade i Catalogue of Life.